# Chen Wangting
Chen Wangting ou Chen Wang Ting (1580 - 1660) foi um general chinês da dinastia Ming. Após ter se aposentado devido à queda da Dinastia Ming, desenvolveu o Tai Chi Chuan estilo Chen em sua cidade natal, Chenjiagou, situada no condado de Wenxian, na província Henan.

## Biografia
Chen Wangting representa a nona geração da família Chen. Os historiadores Tang Hao e Gu Liuxin atribuem, a ele, a criação do Tai Chi Chuan.
Segundo o livro da família Chen, Chenshi Jia Pu, ele era conhecido na província de Shandong, onde caçava bandidos, sendo temido por estes.
Aprimorou a já existente arte marcial familiar dos Chen, introduzindo as mais novas técnicas militares da época, compiladas pelo general Qi Jiguang. Introduziu o sabre e a lança e combatia com um guan dao.
Chen Wangting criou: sete formas de mãos, entre elas uma de treze posturas, uma longa de 108 posturas e um Pao Chui, punho de canhão; cinco estilos de Tui Shou; além do sabre, lança, guan dao e formas de lança em duplas, Qiang Lian Fa.
Chen Wangting uniu o princípio taoista do Yin Yang, as técnicas respiratórias do tuiná, a teoria dos meridianos da medicina tradicional chinesa e as artes marciais chinesas, criando, assim, uma nova arte de combate, que expressa, na prática, o princípio taoista do "ceder para prevalecer".

## Literatura
- Chen, Xiao Wang, Chen Family Taijiquan China, ISBN 978-7-5009-3413-4
- Dufresne,T. e Nguyen,J., Taijiquan Art Marcial Ancien de la Famille Chen, editions  budostore, ISBN 2-908580-56-X
- Gaffney, David  e Sim, Davidine Siawvoon , Chen Style Taijiquan - The source of taiji boxing, North Atlantic Books, ISBN 1-55643-377-8